# Империјализам
Империјализам је политика проширења контроле или доминације над страним ентитетима у циљу припајања и/или одржања империје било кроз директно територијално освајање или преко индиректних метода наметања контрола на политику и/или економију других земаља. Термин је често коришћен да опише политику једне земље која одржава колонијалну зависност и доминацију над другом удаљеном земљом, без обзира на чињеницу да ли доминантна земља себе назива Империјом. Империјализам се сматра видом фашизма након Другог светског рата.
Својствен је посебно великим силама које су тежиле новим тржиштима и остварењу превласти у светским размерима.
Тада су основани противнички савези светских велесила, такозвани Тројни савез (Немачка, Италија, Аустроугарска) и Антанта (Русија, Енглеска и Француска). Државе тројног савеза биле су незадовољне поделом колонија, док су државе Антанте биле врло задовољне том поделом.

## Етимологија и употреба
Реч империјализам потиче од латинске речи imperium, са значењем врховна моћ. Ова реч је постала уобичајена у Великој Британији, током 1870-тих и кориштена је са негативном конотацијом. Термин је у то време, а и у данас, углавном означавао Западну (и Јапанску) политичку и економску доминацију, посебно у Азији и Африци, током 19. и 20. века. Прецизно значење термина је и даље предмет дебата међу научницима. Неки писци, као што је Едвард Саид, користе термин у ширем смислу за описивање било ког система доминације и подређености организованог са империјалним центром и периферијом. Та дефиниција обухвата номиналне империје и неоколонијализам.

## Колонијализам и империјализам
„Реч 'империја' потиче од латинске речи imperium; за коју је најближи модерни енглески еквивалент вероватно реч 'суверенитет', или једноставно 'владавина'“. Најзначајнија одлика империје је количина земљишта коју је нација освојила или на коју се проширила. Политичка моћ расте са освајањем земље, док културни и економски аспекти цветају путем поморских и трговачких рута. Особеност империја је „да мада су политички империје углавном формиране територијалном експанзијом, економски и културни утицај се у једнакој мери шири морем“. Неки од главних аспеката трговине који су пласирани у иностранству су животињски и биљни производи. Европске империје у Азији и Африци „су се сматрале класичним облицима империјализма: и заправо већина књига о овој теми се ограничава на европске прекоморске империје“. Европска експанзија је узроковала поделу света по томе како су развијене земље и оне у развоју приказане путем теорије светских система. Два главна региона су језгро и периферија. Језгро се састоји од области са високим приходом и профитом; Периферија је на супротној страни спектра и састоји се од области ниског прихода и профита. Те критичне теорије геополитике су довеле до знатних дискусија о значењу и утицају империјализма на савремени постколонијални свет. Руски вођа Лењин је сматрао да је „империјализам био највиша форма капитализма, тврдећи да се империјализам развио након колонијализма, разликовао се од колонијализма по монополистичком капитализму“. Та Лењинова идеја наглашава колико је важан нови политички свет постао у нашој модерној ери. Геополитика сада ставља фокус на државе које постају главни економски фактори на тржишту; неке државе се данас сматрају империјама због њиховог политичког и економског ауторитета над другим народима.
Термин „империјализам“ се често поистовећује са „колонијализмом“, међутим многи научници сматрају да сваки од тих термина има своју сопствену особену дефиницију. Империјализам и колонијализам су кориштени за описивање нечије супериорности, доминације и утицаја над особом или групом људи. Роберт Јанг пише да док империјализам делује из центра, он је државна политика и развијен је из идеолошких као и финансијских разлога, колонијализам је једноставно развој ради насељавања или из комерцијалних разлога. Међутим, колонијализам још увек обухвата инвазију. Колонијализам у модерном добу исто тако обично подразумева известан степен географске сепарације између колоније и империјалне силе. Едвард Саид прави разлику између империјализма и колонијализма тврдећи да империјализам обухвата: „праксу, теорију и ставове доминантног метрополитанског центра који влада удаљеном територијом, док се колонијализам односи на имплантацију насеља на удаљеној територији.“ Империјалне земље са непрекидном копненом територијом, као што су Руска или Османска, традиционално су искључене из дискусија о колонијализму, иако се то почиње мењати, пошто је прихваћено да су они такође слали становништво на територије на којима су владали.‍:116 Стога се може рећи да империјализам обухвата неки облик колонијализма, док сам колонијализам аутоматски не подразумева империјализам, пошто му недостаје политички фокус.
Империјализам и колонијализам намећу политичку и економску надмоћ над територијом и аутохтоном популацијом коју контролишу, те научници понекад имају потешкоћа са илустровањем разлике измећу њих.‍:107 Мада се империјализам и колонијализам фокусирају на супресију других, колонијализам се односи на процес којим једна земља преузима физичку контролу над другом, док се империјализам односи на политичку и монетарну доминацију, било формално или неформално. Колонијализам се може сматрати пројектном одлуком којом се започиње доминација територије, док се на империјализам може гледати као на стварање идеја о освајању којима се надопуњује колонијализам. Колонијализам се јавља као империјална нација започне освајање територије и кад је коначно у позицији да управља над територијама које је претходни народ контролисао. Основна сврха колонијализма је експлоатација имовине и залиха нације која је била освојена, и освајачка нација тада искориштава ратни плен.‍:170–75 Сврха империјализма је стварање империје, освајањем територије друге државе и тим путем јачање сопствене доминација. Колонијализам је градитељ и чувар колонијалних поседа дате области путем доласка становништва из страног региона.‍:173–76 Колонијализам може да потпуно промени постојећу друштвену структуру, физичку структуру и економију области; није необично да карактеристике освајачког народа наследи освојена аутохтона популација.‍:41

## Оправдање
Стивен Хау, који је генерално непријатељски настројен према империјама, сумирао је позитивне ефекте главних империја:
Бар неке од великих модерних империја - Британска, Француска, Аустроугарска, Руска, па чак и Отоманска - имале су врлине које су превише лако заборављају. Оне су пружале стабилност, безбедност и правног поредак својим субјектима. Они су ограничили, и у најбољем случају, покушали да превазиђу потенцијално дивљачке етничке или верске антагонизме међу народима. Већи део аристократије која је владала био је много либералнији, хуманији и космополитски него њихови наводно више демократски наследници. 
Контроверзни аспект империјализма је одбрана и оправдање изградње империје засноване на наизглед рационалним основама. У античкој Кини је концепт тјенсја означавао да су земљу, простор и област божански дати цару по универзалним и добро дефинисаним принципима реда. Средиште те земље је било директно додељено царском двору, чиме се формирао центар гледишта на свет који је центриран у империјалном двору и који се концентрично ширио до виших и нижих званичника и затим до обичних грађана, трибутарних држава, и коначно се завршавао са ивичним „варварима“. Идеја тјенсја хијерархије је давала Кинезима привилеговану позицију и била је оправдавана обећањем реда и мира. Џон А. Хобсон идентификује ово оправдање на општим основама као: „Пожељно је да се земљу попуне, њом управљају и развијају је, колико је то могуће, припадници оне расе која то набоље може да уради, тј. расе са највишом друштвеном ефикасношћу“. Многи други су тврдили да је империјализам оправдан из неколико различитих разлога. Фридрих Рацел је сматрао да је империјализам неопходан да би држава опстала. Халфорд Макиндер је сматрао да Велика Британија треба да буде један од највећих империјалиста и зато је оправдавао империјализам. Наводно научна природа „социјалдарвинизам“ и теорија раса формирале су наводно рационално оправдање за империјализам. Реторика расне супериорности колонизатора се користила у исту сврху, на пример, широм Латинске Америке „бледоликост“ је и данас цењена и разни видови Blanqueamiento (побељивања) су чести.
Краљевско географско друштво Лондона и друга географска друштва у Европи су имала велики утицај и била су у могућности да спонзорирају путнике који би се враћали са причама о њиховим открићима. Ова друштва су такође служила као простор где су путници размењивали приче. Политички географи као што је Фридрих Рацел из Немачке и Халфорд Макиндер из Британије су такође подржавали империјализам. Рацел је сматрао да је експанзија била неопходна за опстанак државе, док је Макиндер подржавао Британску империјалну експанзију; та два аргумента су декадама доминирала дисциплину.
Географске теорије као што је околински детерминизам су произвела закључке којима се сугерише да су тропска окружења произвела нецивилизоване људе којима је неопходно Европско вођство. На пример, амерички географ Елен Черчил Семпл тврди да мада су људска бића потекла из тропа она су једино могла да постану потпуни људи у умереној зони. Тропикалност се може упоредити са Едвард Саидовим оријентализмом као западном конструкцијом истока као „других“. Према Саиду, оријентализам је омогућио Европи да успостави себе као супериорну и нормативну, чиме оправдава своју доминацију над есенцијализованим Оријентом.
Технологија и економска ефикасност су се често побољшавали на територијама под утицајем империјалистичких сила кроз изградњу путева, друге инфраструктуре и увођења нових технологија.
Принципи империјализма се често могу генералисати на политике и праксе Британске империје „током последње генерације, и наставити се путем дијагнозе уместо историјског описа“. Британски империјализам је често кориштени Terra nullius концепт (латински израз који потиче из римског права са значењем 'празна земља'). Земља Аустралије служи као студијски случај у вези са британским насељавањем и колонијалном влашћу континента у осамнаестом веку, пошто јој је дат terra nullius статус, и њени насељеници су је сматрали некориштеном од стране првобитних становника.